# Canton de Saint-Denis-1 (La Réunion)
Pour les articles homonymes, voir Canton de Saint-Denis-1.
Le canton de Saint-Denis-1 est une circonscription électorale française de l'île de La Réunion, département et région d'outre-mer français de l'océan Indien.

## Histoire
Le canton a été créé par la loi no 49-1102 du 2 août 1949.
Il a été modifié par le décret du 21 avril 1988 créant les cantons de Saint-Denis-5 à Saint-Denis-9.
Un nouveau découpage territorial de la Réunion entre en vigueur à l'occasion des premières élections départementales suivant le décret du 21 février 2014. Les conseillers départementaux sont, à compter de ces élections, élus au scrutin majoritaire binominal mixte. Les électeurs de chaque canton élisent au Conseil départemental, nouvelle appellation du Conseil général, deux membres de sexe différent, qui se présentent en binôme de candidats. Les conseillers départementaux sont élus pour 6 ans au scrutin binominal majoritaire à deux tours, l'accès au second tour nécessitant 12,5 % des inscrits au 1er tour. En outre, la totalité des conseillers départementaux est renouvelée. Ce nouveau mode de scrutin nécessite un redécoupage des cantons dont le nombre est divisé par deux avec arrondi à l'unité impaire supérieure si ce nombre n'est pas entier impair, assorti de conditions de seuils minimaux. À la Réunion, le nombre de cantons passe ainsi de 49 à 25.
Le canton de Saint-Denis-1 est redécoupé par ce décret. Il est entièrement inclus dans l'arrondissement de Saint-Denis. Le bureau centralisateur est situé à Saint-Denis.

## Représentation

### Représentation avant 1949
Le canton de Saint-Denis élisait quatre, puis six conseillers généraux.
| Période                                  | Période          | Identité                               | Étiquette | Qualité |
| ---------------------------------------- | ---------------- | -------------------------------------- | --------- | --- |
| av.1924                                  |                  | Camille Piveteau                       |           | |
| av.1924                                  |                  | Jules Ratinaud                         |           | |
| av.1924                                  |                  | Robert Richeville                      |           | |
| av.1924                                  |                  | Eugène Foucque                         |           | |
|                                          |                  |                                        |           | |
| 1934                                     | 1937 (démission) | Jean Chatel                            |           | Pharmacien et industriel Maire de Saint-Denis (1925-1937 et 1946-1948)                                                   |
| 1934                                     | 1940             | Raoul Nativel                          |           | Poète, bâtonnier de l'Ordre des avocats Premier adjoint au maire de Saint-Denis Président du Conseil Général (1937-1940) |
| 1934                                     | 1940             | Jules Alain Eugène Salaün de Kermarcal |           | Propriétaire à Saint-Denis                                                                                               |
| 1934                                     | 1940             | Raoul Hoareau                          |           | |
| 1934                                     | 1940             | M. Vincent                             |           | |
| 1934                                     | 1940             | M. Fontaine                            |           | |
| Les données manquantes sont à compléter. |                  |                                        |           | |

### Représentation de 1949 à 2015
| Période                                  | Période      | Identité             | Étiquette   | Qualité |
| ---------------------------------------- | ------------ | -------------------- | ----------- | --- |
| ?                                        | 1958         | Maxime Vallon-Hoarau | RPF         | Notaire |
| 1958                                     | 1964         | Marcel Vauthier      | MRP         | Député (1946 et 1963-1967). Sénateur (1948-1955). Premier adjoint au maire de Saint-Benoît.                                      |
| 1964                                     | 1968 (décès) | Gabriel Macé         | UNR         | Notaire Député (1962-1963 et 1967-1968). Maire de Saint-Denis (1960-1968)                                                        |
| 1968                                     | 1969 (décès) | Jules Reydellet      | DVD         | Maire de Saint-Denis (1968-1969)                                                                                                 |
| 1969                                     | 1970         | Auguste Legros       | UDR         | Militaire retraité Maire de Saint-Denis (1969-1989)                                                                              |
| 1970                                     | 1982         | Pierre Lagourgue     | RI puis UDF | Médecin radiologue Président du Conseil Général (1967-1982)                                                                      |
| 1982                                     | 1988         | Auguste Legros       | RPR         | Maire de Saint-Denis (1969-1989). Député (1988-1993). Président du Conseil général (1982-1988).                                  |
| 1988                                     | 1994         | Ibrahim Dindar       | UDF         | Expert-comptable Conseiller municipal de Saint-Denis                                                                             |
| 1994                                     | 2001         | Jean Chatel          | DVD         | Chef d'entreprise à Saint-Denis                                                                                                  |
| 2001                                     | 2015         | Nassimah Dindar      | UDI         | Enseignante Présidente du Conseil général (2004-2017) Ancienne adjointe au maire de Saint-Denis. Ancienne conseillère régionale. |
| Les données manquantes sont à compléter. |              |                      |             | |

### Représentation depuis 2015
| Période élective | Période élective | Mandat | Mandat           | Identité         | Nuance | Nuance | Qualité |
| ---------------- | ---------------- | ------ | ---------------- | ---------------- | ------ | ------ | --- |
| 2015             | 2021             | 2015   | 2021             | Alain Armand     |        | DVD    | Sociolinguiste |
| 2015             | 2021             | 2015   | 2017 (démission) | Nadia Ramassamy  |        | DVD    | Médecin généraliste Conseillère municipale de Saint-Denis Conseillère régionale Députée (2017-2022)                |
| 2015             | 2021             | 2017   | 2021             | Guilaine Quessoi |        | DVD    | Conseillère municipale de Saint-Denis                                                                              |
| 2021             | 2028             | 2021   | en cours         | Gérard Françoise |        | PS     | Chef de service à Pôle Emploi Adjoint au maire de Saint-Denis Ancien conseiller général du canton de Saint-Denis-2 |
| 2021             | 2028             | 2021   | en cours         | Monique Orphé    |        | PS     | Directrice d'école Adjoint au maire de Saint-Denis                                                                 |

### Résultats détaillés

#### Élections de mars 2015
À l'issue du 1er tour des élections départementales de 2015, deux binômes sont en ballotage : Audrey Belim et Gérard Françoise (PS, 39,13 %) et Alain Armand et Nadia Ramassamy (DVD, 34,72 %). Le taux de participation est de 39,33 % (9 843 votants sur 25 029 inscrits) contre 43,81 % au niveau départemental et 50,17 % au niveau national.
Au second tour, Alain Armand et Nadia Ramassamy (DVD) sont élus avec 52,96 % des suffrages exprimés et un taux de participation de 45,65 % (5 356 voix pour 11 426 votants pour 25 029 inscrits).

#### Élections de juin 2021
Le premier tour des élections départementales de 2021 est marqué par un très faible taux de participation (33,26 % au niveau national). Dans le canton de Saint-Denis-1 (La Réunion), ce taux de participation est de 34,57 % (9 410 votants sur 27 221 inscrits) contre 36,5 % au niveau départemental. À l'issue de ce premier tour, deux binômes sont en ballottage : Gérard Françoise et Monique Orphé (PS, 54,56 %) et Faouzia Aboubacar-Ben Vitry et Jean Louis Prianon (DVD, 19,88 %).

## Composition

### Composition avant 2015
Le canton de Saint-Denis-1 était constitué d'une partie de la commune de Saint-Denis.
Lors du redécoupage de 1988, il s'agissait de la portion du territoire délimitée par, au Nord le rivage de la mer, à l'Est la rue des Limites, la rue du Maréchal-Leclerc, la rue de Montreuil, au Sud la rue Roland-Garros jus-qu'au rempart, le rempart longeant la rivière Saint-Denis jusqu'au-dessus de la colline, à l'Ouest le pied de la montagne Saint-Bernard depuis la mer jusqu'au-dessus de la colline dans le lit de la rivière Saint-Denis.

### Composition depuis 2015
| Nom                                 | Code Insee | Intercommunalité                                   | Superficie (km2) | Population (dernière pop. légale)                 | Densité (hab./km2) | Modifier                                    |
| ----------------------------------- | ---------- | -------------------------------------------------- | ---------------- | ------------------------------------------------- | ------------------ | ------------------------------------------- |
| Saint-Denis (bureau centralisateur) | 97411      | CA Communauté intercommunale du Nord de La Réunion | 142,79           | Fraction : 44 293 (2022) Commune : 156 149 (2022) | 1 094              | modifier les données · modifier les données |
| Canton de Saint-Denis-1             | 97409      |                                                    |                  | 44 293 (2022)                                     |                    | modifier les données                        |

Le canton comprend la partie de la commune de Saint-Denis située à l'intérieur d'un périmètre défini par l'axe des voies et limites suivantes : depuis le littoral, cours d'eau Ravine-du-Butor, rue Marcel-Pagnol (direction Nord-Ouest), rue du Général-de-Gaulle, rue d'Après (direction Sud-Ouest), rue du Bois-de-Nèfles (direction Est), rue Henri-Leveneur, boulevard Jean-Jaurès (direction Est), segment de 81 mètres reliant les deux points de longitude et latitude respectives 339805,53/7689222,26 et 339818,87/7689142,65, cours d'eau Ruisseau-des-Noirs (direction Est), cours d'eau Ravine-du-Butor (direction Est), boulevard Jean-Jaurès (direction Est), cours d'eau Ravine-des-Patates-à-Durand, dit aussi « Maduran » (direction Sud), ligne de 582 mètres reliant les six points de longitude et latitude respectives 341140,17/7687953,59, 341226,96/7687905,55, 341092,98/7687679,80, 340999,62/7687698,45, 340979,93/7687637,07, et 341038,81/7687623,26, chemin Finette (direction Nord-Est), chemin des Acajous (direction Est), chemin des Bringelliers (direction Est), route de Bois-de-Nèfles (direction Nord-Est), chemin Bancoul, ligne de 429 mètres reliant les quatre points de longitude et latitude respectives 341818,10/7687499,61, 341819,58/7687699,73, 341875,27/7687823,10 et 341964,57/7687796,97, rue des Olympiades, segment de 75 mètres reliant les deux points de longitude et latitude respectives 342052,95/7687703,25 et 342105,38/7687756,95, avenue Georges-Brassens (direction Nord-Ouest), segment de 400 mètres reliant les deux points de longitude et latitude respectives 342078,38/7687777,79 et 342225,71/7688150,51, boulevard Jean-Jaurès (direction Est), cours d'eau Ravine-du-Chaudron (direction Nord-Est), route de la Rivière-des-Pluies, avenue Roland-Garros, jusqu'à la limite territoriale de la commune de Sainte-Marie. (Les coordonnées indiquées dans le décret sont en projection géographique légale).

## Démographie
En 2022, le canton comptait 44 293 habitants, en évolution de +8,32 % par rapport à 2016 (La Réunion : +3,33 %, France hors Mayotte : +2,11 %).
| 2013   | 2018   | 2022   |
| ------ | ------ | ------ |
| 38 617 | 42 664 | 44 293 |